# イカアニム・ナ・ウトス
『イカアニム・ナ・ウトス』（タガログ語: Ika-6 na Utos）は、フィリピンのテレビドラマ。GMAネットワークで2016年12月5日から2018年3月10日まで放送された。
タイトルの意味は「第六戒」。

## 登場人物
エマ・ドケサ・デ・イエス・フエンタベリャ
演：サンシャイン・ディゾン
ジェローム「ローマ」フエンテベリャ
演：ギャビー・コンセプシオン
ジョージア「アドヤン」フェレール
演：リザ・セノン